# 2757 Crisser
2757 Crisser (1977 VN) là một tiểu hành tinh vành đai chính được phát hiện ngày 11 tháng 11 năm 1977 bởi Barros, S. ở Cerro El Roble.